# Рашич, Милена
Миле́на Ра́шич (серб. Милена Рашић, р. 25 октября 1990, Приштина, СР Сербия, Югославия) — сербская волейболистка, центральная блокирующая. Чемпионка мира 2018, двукратная чемпионка Европы, серебряный (2016) и бронзовый (2020) призёр Олимпийских игр.

## Биография
Волейболом Милена Рашич начала заниматься в 2002 году в юниорской команде «Шумадия» города Аранджеловаца. В 2007—2010 выступала за команду «Динамо-Азотара» (Панчево), став в её составе двукратным бронзовым призёром чемпионатов Сербии. В 2010—2014 играла за французский «Расинг Клуб де Канн», с которым по 4 раза выигрывала чемпионат и Кубок Франции. Наибольших успехов на клубном уровне добилась в одной из сильнейших команд европейского и мирового волейбола — турецком «Вакыфбанке», в которую перешла в 2014 году. В её составе дважды становилась чемпионкой Турции, дважды — победителем Лиги чемпионов ЕКВ и также дважды — чемпионкой мира среди клубов.
С 2010 по 2021 годы Милена Рашич выступала за национальную сборную Сербии, с которой за это время стала чемпионкой мира 2018, серебряным призёром Олимпиады 2016, серебряным призёром Кубка мира 2015, двукратной чемпионкой Европы (2011, 2017), двукратной победительницей Евролиги, а также неоднократным призёром официальных международных соревнований. В своём амплуа центральной блокирующей является одной из сильнейших в мировом волейболе. Многократно входила в символические сборные различных турниров в этом качестве.

### Клубная карьера
- 2007—2010 —  «Динамо-Азотара» (Панчево);
- 2010—2014 —  «Расинг Клуб де Канн» (Канны);
- 2014—2021 —  «Вакыфбанк» (Стамбул).

## Достижения

### Сосборными Сербии
- серебряный (2016) и бронзовый (2020) призёр Олимпийских игр.
- чемпионка мира 2018.
- серебряный призёр розыгрыша Кубка мира 2015.
- 3-кратный бронзовый призёр Гран-при — 2011, 2013, 2017.
- двукратная чемпионка Европы — 2011, 2017;
  - серебряный (2021) и бронзовый (2015) призёр чемпионатов Европы.
- двукратный победитель розыгрышей Евролиги — 2010, 2011;
  - бронзовый призёр Евролиги 2012.
- бронзовый призёр Европейских игр 2015.
- серебряный призёр Универсиады 2009.

### С клубами
- двукратный бронзовый призёр чемпионатов Сербии — 2008, 2009.
- 4-кратная чемпионка Франции — 2011—2014.
- 4-кратный победитель розыгрышей Кубка Франции — 2011—2014.
- 4-кратная чемпионка Турции — 2016, 2018, 2019, 2021;
  - серебряный (2015) и бронзовый (2017) призёр чемпионатов Турции.
- двукратный победитель розыгрышей Кубка Турции — 2018, 2021.
  - двукратный серебряный призёр Кубка Турции — 2015, 2017.

- двукратный победитель чемпионатов мира среди клубных команд — 2017, 2018;
  - бронзовый призёр клубного чемпионата мира 2016.
- двукратный победитель розыгрышей Лиги чемпионов ЕКВ — 2017, 2018;
  - 3-кратный серебряный (2012, 2016, 2021) и бронзовый (2015) призёр Лиги чемпионов ЕКВ.
- победитель розыгрыша Кубка Европейской конфедерации волейбола (ЕКВ) 2018.
- победитель розыгрыша Кубка вызова ЕКВ 2009.

### Индивидуальные
- 2011: лучшая нападающая Гран-при.
- 2013: лучшая центральная блокирующая (одна из двух) Гран-при.
- 2015: лучшая центральная блокирующая (одна из двух) Лиги чемпионов ЕКВ.
- 2016: лучшая центральная блокирующая (одна из двух) чемпионата Турции.
- 2016: лучшая центральная блокирующая (одна из двух) Олимпийского волейбольного турнира.
- 2016: лучшая центральная блокирующая (одна из двух) клубного чемпионата мира.
- 2017: лучшая центральная блокирующая (одна из двух) Лиги чемпионов ЕКВ.
- 2017: лучшая центральная блокирующая (одна из двух) Гран-при.
- 2018: лучшая центральная блокирующая (одна из двух) Лиги чемпионов ЕКВ.
- 2018: лучшая центральная блокирующая (одна из двух) чемпионата мира.
- 2018: лучшая центральная блокирующая (одна из двух) клубного чемпионата мира.